# الاکامی، الانیا
الاکامی، الانیا (به لاتین: Alacami, Alanya) یک منطقهٔ مسکونی در ترکیه است که در استان آنتالیا واقع شده‌است.